# 阿勃祖
阿勃祖(苏美尔语：“Abzu”，阿卡德语为阿普苏“Apsu”)，也称为恩古拉(苏美尔语：“engur”；阿卡德语：恩古鲁“engurru”)，从字面上看，Ab='水'（或'精液'），zu='知道'或'深'，其名字是来自地下淡水的意思。人们认为阿勃祖位于地下深处。在那里藏着强大的神力“麦”(Me)，众神也无法看到那里。恩基命令宁玛赫(Ninmah)用阿勃祖的泥土捏成人。湖泊、泉水、河流、水井及其他淡水均源自阿勃祖。

## 在苏美尔文化
在埃利都城，恩基神庙被称为阿勃祖(宇宙水之家)，一座位于沼泽旁的阿勃祖神庙。在巴比伦和亚述庙宇庭院中的某些圣水槽也被称为阿勃祖（阿普苏）。宗教中典型的洗礼用具，与伊斯兰清真寺或基督教洗礼中的清洗池类似。

## 苏美尔人宇宙观
苏美尔神恩基(阿卡德语中的埃亚“Ea”)被认为在创造人类之前，一直住在阿普苏。他的妻子是达姆伽尔努娜(Damgalnuna)，母亲是纳木(Nammu)，使者为伊西木德(Isimud)，还有各种从属的生物，如看门的拉赫木(Lahmu)都住在阿勃祖。

## 作为一位神
阿勃祖(阿普苏)被描绘成只是巴比伦创世史诗《埃努玛·埃利什》(Enuma Elish)中的一位神。在该故事中，阿普苏是世界海洋和原始创造力的人格化，一位淡水创造的原始神，他是另一位由咸水创造的原始神-提阿玛特的丈夫。阿普苏与提阿玛特从自己的水中创造了最早的神拉赫穆和拉哈穆。阿普苏被年轻一代神的行为激怒，与其谋士穆木一起计划把他们铲除。但埃亚(苏美尔语作“恩基”)抢先动手，让阿普苏入睡，然后把他杀死。在他的尸体上建造起名叫“阿普苏”的神宅，马尔杜克开始在这里生活。产生地下淡水海的神话观念与下美索不达米亚的沼泽地区有关。在这里有些平原地块处于似乎从地下冒出的淡水包围这中。《埃努玛·埃利什》开头写道：
天之高兮，既未有名。厚地之庳兮，亦未赋之以名。始有潝虚(阿勃祖)，是其所出。漠母(提阿玛特)彻墨，皆由孳生。大浸一体，混然和同。无纬萧以结庐，无沼泽之可睹。于时众神，渺焉无形...

## 流行文化
游戏《智慧之海》

## 备注
1. ↑  《世界神话词典》，“阿勃祖<苏-阿>“，第360页，辽宁人民出版社，1989年
2. ↑  Green, Margaret Whitney.  [苏美尔文学中的埃利都] (博士论文). University of Chicago: 180–182. 1975 （英语）.
3. ↑  布莱克和格林 1992

## 参阅文献
- 杰里米·布莱克和安东尼·格林, 1992年. 《图解辞典：古美索不达米来神灵、恶魔和符号》, s.v. "阿勃祖, 阿普苏". ISBN 0-292-70794-0